# Русский богатырь (журнал)
«Русский богатырь» — белогвардейский журнал, выходивший в 1919 году в Новониколаевске (совр. Новосибирск) в издательстве «Новая Россия» при участии Русского бюро печати.

## Общие сведения
С сентября по октябрь 1919 года было выпущено всего три номера.
Тематика журнала носила исключительно антибольшевистский характер. Идейной основой «Русского богатыря» стал призыв к охранению государственного строя Колчака, формированию для отправки на фронт дружин Святого Креста и защите православия.
На страницах размещались стихи, рассказы, очерки, фельетоны, статьи политического и религиозного толка. Содержимое часто стилизовалось под «народный» язык.
Журнал «отразил один из самых важных переломных моментов русской истории» (Электронная библиотека Новосибирской государственной областной научной библиотеки).

## Коллектив журнала
Редактор — Г. Я. Жук, священник. В составе редколлегии — русские интеллигенты и лица духовного звания.
Авторский коллектив составляли в основном беженцы, часть из которых работала также в газете «Русская речь». От последней журнал отличался прямой агитацией.
В числе признанных литераторов работали А. Л. Фовицкий (Альфа), М. Стоговский, Я. Л. Белоблоцкий, Е. Ряжский.